# Drugs & the Internet
«Drugs & the Internet» (en español: Drogas y el internet) es una canción del cantante estadounidense Lauv. Fue lanzada a través de AWAL el 26 de abril de 2019 como segundo sencillo de su álbum de estudio debut How I'm Feeling (2020).

## Composición
Hablando sobre la canción, Lauv declaró: 

«La escribí como una especie de autoanálisis para mi obsesión con la forma en que quería presentarme al mundo. Es tan autocrítica como seria y triste [La canción] salió de mí en una hora. Se sintió más terapéutico que [cualquier cosa] que hubiera escrito antes. Como la primera canción de mi álbum ~how i’m feeling~, es la entrada perfecta a la siguiente fase de mi vida y música». —  Lauv

Lauv escribió la canción mientras sentía un vacío y depresión. Comienza como una balada de piano antes de entrar en un ritmo de graves pesados. La letra de la canción discute la autopercepción y la identidad.

## Video musical
El video musical fue dirigido por Jenna Marsh. El video muestra al cantante siendo absorbido por las redes sociales, y ha sido comparado con la serie de televisión británica de antología de ciencia ficción Black Mirror.

## Listado de canciones
- Descarga digital - Streaming[6]

| N.º | Título                 | Duración |  |
| 1.  | «Drugs & the Internet» | 2:58     |  |

| Chvrches Remix |                        |          |  |
| N.º            | Título                 | Duración |  |
| 1.             | «Drugs & the Internet» | 3:53     |  |

| «Stripped – A One Take Vibe» |                        |          |  |
| N.º                          | Título                 | Duración |  |
| 1.                           | «Drugs & the Internet» | 3:10     |  |

## Posicionamiento en listas
| Lista (2019)                     | Mejor posición |
| -------------------------------- | -------------- |
| Lituania (AGATA)                 | 42             |
| Nueva Zelanda Hot Singles (RMNZ) | 11             |
| Reino Unido (UK Indie Chart)     | 17             |
| Suecia Heatseeker (Veckolista)   | 18             |

## Historial de lanzamiento
| Región | Fecha               | Formato                     | Discográfica | Ref. |
| ------ | ------------------- | --------------------------- | ------------ | ---- |
| Varios | 26 de abril de 2019 | Descarga digital, Streaming | AWAL         |      |